# SkyTeam Cargo
SkyTeam Cargo är en global flygtransportallians där alla medlemmar även är medlemmar i SkyTeam airline alliance. SkyTeam Cargo är för närvarande den största last-alliansen, och dess huvud konkurrent är WOW Cargo Alliance.